# Ernst Ludwig Herrfurth
Ernst Ludwig Herrfurth, född 6 mars 1830 i Oberthau vid Merseburg, död 14 februari 1900 i Berlin, var en preussisk politiker.
Herrfurth genomdrev som inrikesminister (sedan 1888) de nya kommunallagarna av 1891 för de sju östra provinserna och 1892 för Schleswig-Holstein. Han bekämpade Johannes von Miquels skattereformplaner, men då han ej lyckades genomdriva sin åsikt, avgick han 1892. Han utgav en mängd arbeten rörande finansförvaltningen, försäkringsväsendet och kommunalförvaltningen i Preussen.

## Fotnoter
1. ↑  Gemeinsame Normdatei, läst: 24 april 2014.[källa från Wikidata]
2. ↑  Gemeinsame Normdatei, Deutsche Nationalbibliotheks katalog-id-nummer: 1175205437749153-1, läst: 17 oktober 2015.[källa från Wikidata]
3. ↑  Gemeinsame Normdatei, läst: 24 juni 2015.[källa från Wikidata]